# Samuel Dresemius

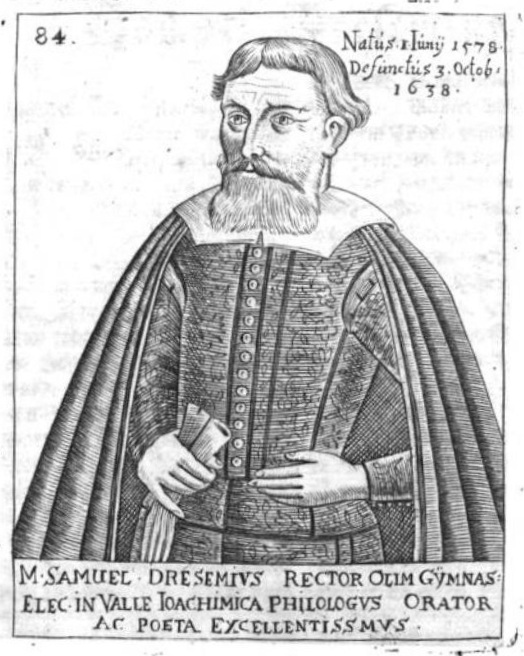
Bildnis Samuel Dresemius nach Martin Friedrich Seidels Bilder-Sammlung

Samuel Dresemius (* 11. Juni 1578 in Dithmarschen; † 3. Oktober 1638 in Spandau) war ein deutscher Lehrer.

## Leben
Dresemius besuchte in Hamburg die Schule und ging zum Studium an die Brandenburgische Universität Frankfurt, wo er nach vier Jahren Magister wurde. Später hielt er in Greifswald und Rostock Collegien und ging dann als Konrektor der Altstädtischen Kirchschule nach Salzwedel. Hier machte Dresemius die Bekanntschaft des Landeshauptmanns Thomas von dem Knesebeck (1559–1625), dessen drei Söhne er zum Studium nach Frankfurt begleitete.
Nach dem Tod von Karl Bumann (1551–1610) wurde Dresemius Rektor des Joachimsthalschen Gymnasiums. Als die Kaiserlichen Truppen die Schule zerstörten, musste er nach Berlin fliehen.
Er starb an Asthma und wurde am 7. Oktober 1638 in der St.-Nikolai-Kirche (Spandau) begraben.